# Дмитровогорское сельское поселение
Дмитрового́рское сельское поселение — муниципальное образование в Конаковском районе Тверской области. Образовано в 2005 году, включило в себя территорию Дмитрово-Горского сельского округа.

Административный центр — село Дмитрова Гора.

## Географические данные
- Общая площадь: 224,4 км²
- Нахождение: восточная часть Конаковского района
- Граничит:
  - на севере — с Кимрским районом (по Иваньковскому водохранилищу)
  - на востоке — с городским округом Дубна Московской области (по каналу имени Москвы)
  - на юго-востоке — с Дмитровским районом Московской области (по реке Сестра)
  - на юге — с Ручьёвским СП
  - на западе — с Селиховским СП

## Экономика
Объём отгруженных товаров собственного производства, в обрабатывающих производствах 2009 года составил 1,64 млрд руб.
Основное хозяйство: ОАО «Агрофирма „Дмитрова Гора“».

## Население
| 2010  | 2011  | 2012  | 2013  | 2014  | 2015  | 2016  |
| ----- | ----- | ----- | ----- | ----- | ----- | ----- |
| 1526  | ↘1517 | ↗1611 | ↗1706 | ↗1752 | ↘1665 | ↘1663 |
| 2017  | 2018  | 2019  | 2020  | 2021  |       |       |
| ↗1697 | ↘1665 | ↘1617 | ↘1540 | ↘1486 |       |       |

## Состав поселения
На территории поселения находятся 23 населённых пункта::
| Тип нп | Название        |
| ------ | --------------- |
| село   | Дмитрова Гора   |
| дер.   | Архангельское   |
| дер.   | Воронуха        |
| дер.   | Верханово       |
| дер.   | Колодкино       |
| дер.   | Кувалдино       |
| дер.   | Коровино        |
| дер.   | Малое Новоселье |
| дер.   | Мишино          |
| дер.   | Никольское      |
| дер.   | Новое Домкино   |
| дер.   | Нижние Выселки  |
| дер.   | Новое Завражье  |
| дер.   | Обухово         |
| дер.   | Пенье           |
| дер.   | Сенинское       |
| дер.   | Спиридово       |
| дер.   | Старое Домкино  |
| дер.   | Старое Завражье |
| дер.   | Федоровское     |
| дер.   | Фролово         |
| дер.   | Юренево         |
| дер.   | Юрьево          |

### Бывшие населенные пункты
На территории поселения исчезли деревни: Еремино, Оборино, Большое Токарево, Новое.

При создании Иваньковского водохранилища (1936—1937 годы) затоплены (переселены) деревни: Новоселье, Уходово, Харино, Липня, Никольское, Фёдоровка.

## История
В XIX — начале XX века деревни поселения относились к Фёдоровской и Даниловской волостям Корчевского уезда Тверской губернии. В 1929 году, после ликвидации губерний, в составе Московской области, Конаковский район (до 1930 года Кузнецовский). В 1935 году Конаковский район вошел в Калининскую область. В 1963—1965 годах территория поселения входила в Калининский район. С 1965 года — в составе Конаковского района.

## Известные люди
В деревне Старое Домкино родился Герой Советского Союза Михаил Максимович Зонов.
 В селе Дмитрова Гора жил Герой Советского Союза Илья Николаевич Кузин.
В деревне Пенье родился Яков Захарович Шведов — русский советский поэт, автор слов легендарных песен «Смуглянка» и «Орлёнок».
В селе Дмитрова Гора родился и жил Константин Иванович Счётчиков — историк и краевед, автор научно-исторических работ «Корчевская старина». К. И. Счётчиков описал происхождение всех селений Конаковского района и даже тех, которые затоплены водами Иваньковского водохранилища.